# Intel 80287

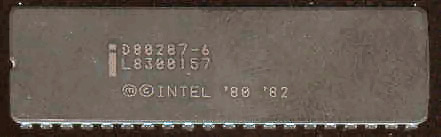
Coprocessador Intel 80287

O Intel 80287 (287) foi um coprocessador matemático para ser utilizado em conjunto com a série de microprocessadores Intel 80286. Sua função era realizar operações aritméticas de ponto flutuante, liberando a UCP para outras tarefas.
Ele também funcionava com o chip 80386, posto que o Intel 80387 não estava disponível quando a produção do 386 foi iniciada.